# Massoteres
Massoteres è un comune spagnolo di 185 abitanti situato nella comunità autonoma della Catalogna.